# Makurazaki
Makurazaki (阿久根市 Makurazaki-shi?) es una ciudad en la prefectura de Kagoshima, Japón, localizada al suroeste de la isla de Kyūshū. Tenía una población estimada de 19 817 habitantes el 1 de marzo de 2021 y una densidad de población de 265 personas por km². Es famosa por sus plantas procesadoras de katsuobushi, uno de los principales ingredientes para las sopas de miso japonesas.

## Geografía
Makurazaki está localizada en la parte central de la prefectura de Kagoshima, al suroeste de la península de Satsuma. Limita al norte con Minamikyūshū y Minamisatsuma y al sur con el mar de China Oriental.

### Clima
La ciudad tiene un clima subtropical húmedo (Cfa en la clasificación climática de Köppen) con veranos calurosos e inviernos suaves. La temperatura media anual en Makurazaki es de 17.2 °C. La precipitación media anual es de 2391 mm siendo junio el mes más lluvioso. Las temperaturas son más altas en promedio en agosto, alrededor de 26.9 °C, y más bajas en enero, alrededor de 7.9 °C. La temperatura más alta registrada fue de 36.7 °C el 22 de agosto de 2016, mientras que la más baja registrada fue de −4.4 °C el 19 de febrero de 1977.
| Parámetros climáticos promedio de Makurazaki (1981–2010) | Parámetros climáticos promedio de Makurazaki (1981–2010) | Parámetros climáticos promedio de Makurazaki (1981–2010) | Parámetros climáticos promedio de Makurazaki (1981–2010) | Parámetros climáticos promedio de Makurazaki (1981–2010) | Parámetros climáticos promedio de Makurazaki (1981–2010) | Parámetros climáticos promedio de Makurazaki (1981–2010) | Parámetros climáticos promedio de Makurazaki (1981–2010) | Parámetros climáticos promedio de Makurazaki (1981–2010) | Parámetros climáticos promedio de Makurazaki (1981–2010) | Parámetros climáticos promedio de Makurazaki (1981–2010) | Parámetros climáticos promedio de Makurazaki (1981–2010) | Parámetros climáticos promedio de Makurazaki (1981–2010) | Parámetros climáticos promedio de Makurazaki (1981–2010) |
| Mes                                                      | Ene.                                                     | Feb.                                                     | Mar.                                                     | Abr.                                                     | May.                                                     | Jun.                                                     | Jul.                                                     | Ago.                                                     | Sep.                                                     | Oct.                                                     | Nov.                                                     | Dic.                                                     | Anual                                                    |
| -------------------------------------------------------- | -------------------------------------------------------- | -------------------------------------------------------- | -------------------------------------------------------- | -------------------------------------------------------- | -------------------------------------------------------- | -------------------------------------------------------- | -------------------------------------------------------- | -------------------------------------------------------- | -------------------------------------------------------- | -------------------------------------------------------- | -------------------------------------------------------- | -------------------------------------------------------- | -------------------------------------------------------- |
| Temp. máx. abs. (°C)                                     | 22.8                                                     | 22.8                                                     | 24.3                                                     | 28.4                                                     | 29.9                                                     | 32.6                                                     | 35.3                                                     | 36.7                                                     | 34.8                                                     | 32.7                                                     | 27.5                                                     | 23.8                                                     | 36.7                                                     |
| Temp. máx. media (°C)                                    | 12.7                                                     | 13.7                                                     | 16.4                                                     | 20.4                                                     | 23.8                                                     | 26.4                                                     | 30.1                                                     | 31.0                                                     | 29.0                                                     | 24.9                                                     | 20.0                                                     | 15.2                                                     | 22.0                                                     |
| Temp. media (°C)                                         | 8.8                                                      | 9.7                                                      | 12.4                                                     | 16.4                                                     | 19.9                                                     | 23.2                                                     | 26.9                                                     | 27.6                                                     | 25.2                                                     | 20.4                                                     | 15.5                                                     | 10.7                                                     | 18.1                                                     |
| Temp. mín. media (°C)                                    | 4.7                                                      | 5.6                                                      | 8.2                                                      | 12.1                                                     | 16.0                                                     | 20.2                                                     | 24.2                                                     | 24.5                                                     | 21.8                                                     | 16.4                                                     | 11.3                                                     | 6.5                                                      | 14.3                                                     |
| Temp. mín. abs. (°C)                                     | -3.3                                                     | -4.4                                                     | -1.7                                                     | 0.0                                                      | 5.0                                                      | 11.2                                                     | 16.6                                                     | 16.9                                                     | 10.7                                                     | 4.6                                                      | -0.5                                                     | -3.0                                                     | -4.4                                                     |
| Precipitación total (mm)                                 | 94.5                                                     | 107.7                                                    | 182.7                                                    | 203.6                                                    | 208.5                                                    | 399.4                                                    | 273.7                                                    | 179.8                                                    | 221.5                                                    | 98.5                                                     | 111.1                                                    | 94.5                                                     | 2175.6                                                   |
| Días de precipitaciones (≥ 0.5 mm)                       | 12.6                                                     | 11.1                                                     | 14.5                                                     | 12.2                                                     | 11.7                                                     | 15.1                                                     | 10.8                                                     | 11.0                                                     | 10.7                                                     | 8.4                                                      | 9.0                                                      | 11.0                                                     | 138.1                                                    |
| Horas de sol                                             | 110.3                                                    | 117.7                                                    | 141.1                                                    | 165.6                                                    | 173.7                                                    | 124.5                                                    | 210.3                                                    | 228.0                                                    | 187.4                                                    | 186.0                                                    | 149.2                                                    | 133.2                                                    | 1926.8                                                   |
| Humedad relativa (%)                                     | 68                                                       | 67                                                       | 70                                                       | 72                                                       | 75                                                       | 82                                                       | 82                                                       | 79                                                       | 77                                                       | 72                                                       | 71                                                       | 69                                                       | 74                                                       |
| Fuente: Agencia Meteorológica de Japón (1872–presente)   |                                                          |                                                          |                                                          |                                                          |                                                          |                                                          |                                                          |                                                          |                                                          |                                                          |                                                          |                                                          |                                                          |

## Demografía
Según los datos del censo japonés, la población de Makurazaki ha disminuido constantemente en los últimos 40 años.
| Gráfica de evolución demográfica de Makurazaki entre 1940 y 2015 |
|                                                                  |
| Oficina de Estadística de Japón                                  |

## Ciudades hermanas
Makurazaki está hermanada con:
- Wakkanai, Hokkaidō, Japón.